# Biantessus
Biantessus – rodzaj kosarzy z podrzędu Laniatores i rodziny Biantidae. Gatunkiem typowym jest Biantessus nigrotarsus.

## Występowanie
Przedstawiciele rodzaju występują w Afryce Południowej.

## Systematyka
Opisano dotychczas 2 gatunki z tego rodzaju:
- Biantessus nigrotarsus (Lawrence, 1933)
- Biantessus  vertebralis (Lawrence, 1933)